# Детектив Монк
«Детектив Монк» (англ. Monk) — детективный сериал, созданный Энди Брэкманом, с Тони Шалубом в главной роли. В России также известен под названием «Дефективный детектив» (Первый канал).
Показ в США по каналу USA Network начался 12 июля 2002 года и завершился восьмым сезоном 4 декабря 2009 года. В России впервые вышел на экран в 2004 году на Первом канале.

## Сюжет
Эдриан Монк был великолепным детективом, работая в полиции Сан-Франциско, пока его жена Труди не погибла в машине от бомбы, которая, по убеждению Монка, предназначалась ему. Смерть Труди вызывает у него нервное расстройство. Он уходит из полиции и становится затворником, отказываясь покидать свой дом в течение трёх лет. С помощью медсестры Шароны Флеминг (Битти Шрэм), он становится способным выйти на улицу. Этот прорыв позволяет ему начать работать в качестве частного детектива и консультанта отдела убийств, несмотря на обилие у него обсессивно-компульсивных расстройств, которые значительно усилились после трагедии.
Многочисленные навязчивые идеи Монка и большое количество фобий осложняют ему жизнь. Обилие расстройств приводит ко множеству нелепых ситуаций и вызывает проблемы как у самого героя, так и у любого рядом с ним, пока он расследует дела. Но как бы ни была тяжела его внутренняя борьба со своими страхами и навязчивыми идеями, в конечном счёте они же и позволяют распутывать ему преступления, отсюда и его коронная фраза: «Это — дар… и проклятие».
Капитан Лилeнд Стоттлмайер (Тед Ливайн) и лейтенант Рэнди Дишер (Джейсон Грей-Стэнфорд) вызывают Монка, когда у них возникают проблемы в расследовании очередного дела. Стоттлмайера зачастую раздражает поведение Эдриана, но он уважает его как друга и бывшего коллегу, а также ценит его удивительную способность всё замечать. Так же к нему относится и Дишер. С детства у Монка навязчивая внимательность к деталям, она-то и позволяет ему по разрозненным крупицам и мелким несоответствиям выстраивать цельную картину и находить связь там, где другие ничего не видят. Кроме всего прочего, Эдриан продолжает собирать информацию о смерти своей жены, это единственное дело, которое ему не удалось раскрыть.
Когда Шарона решает повторно выйти замуж за своего бывшего мужа и вернуться в Нью-Джерси, Натали Тигер (Трейлор Ховард), вдова и мать одиннадцатилетней дочери, становится новой помощницей Монка. У Эдриана есть родной брат Эмброз и отец Джек
На протяжении сериала Монк упоминает о списке своих фобий. В шестом сезоне сериала указывается точное количество этих фобий — 312.

## Персонажи

### Основные персонажи

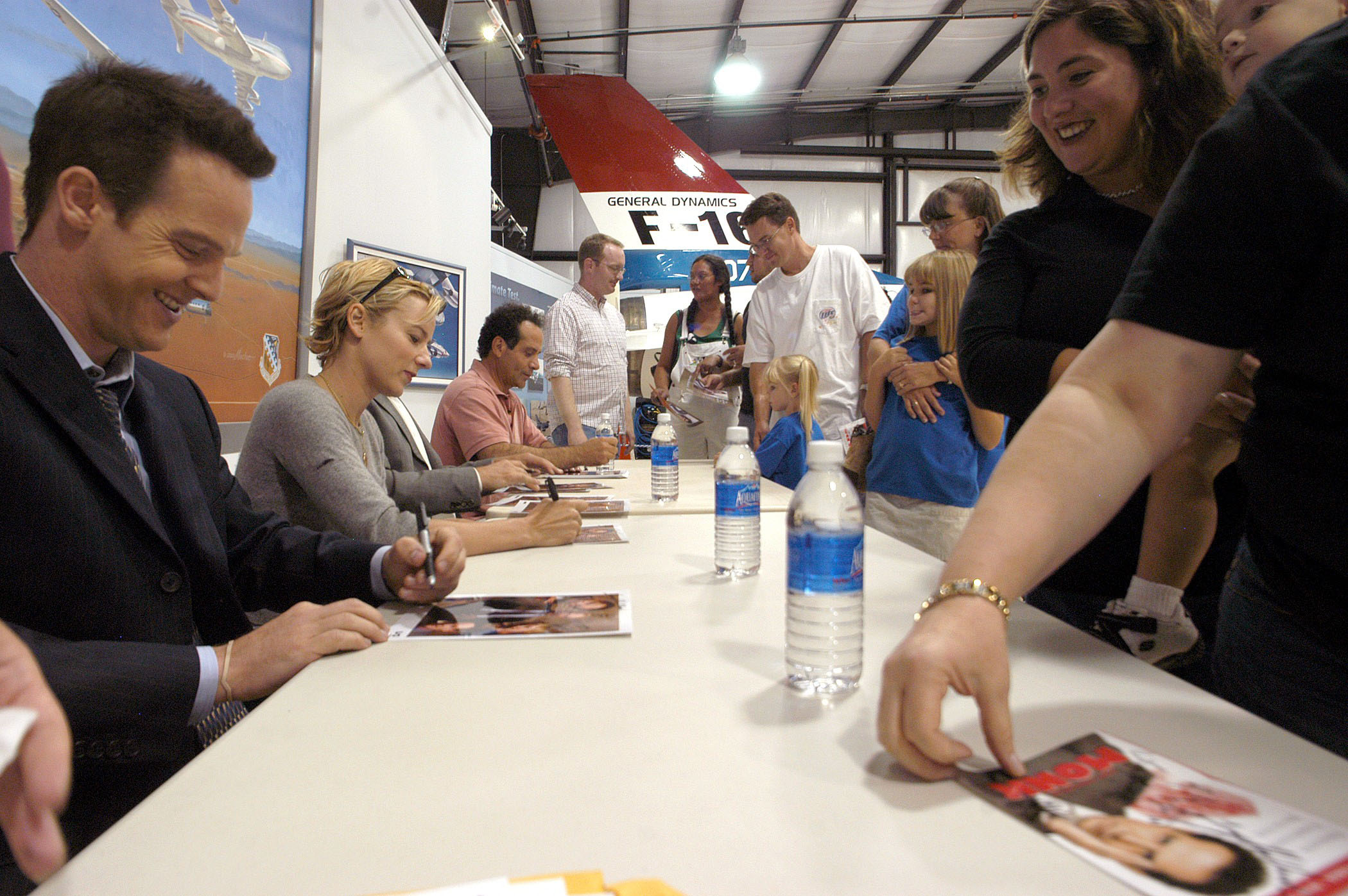
Джэйсон Грей-Стэнфорд, Трейлор Ховард и Тони Шалуб раздают автографы на базе ВВС Эдвардс после съёмок эпизода «Мистер Монк и астронавт».

| Имя                | Род деятельности                                                        | Сыгравший актёр/актриса | Период активности (сезоны) |
| ------------------ | ----------------------------------------------------------------------- | ----------------------- | -------------------------- |
| Эдриан Монк        | Бывший детектив полицейского управления Сан-Франциско, ныне консультант | Тони Шалуб              | 1-8                        |
| Натали Тигер       | Вторая помощница Эдриана Монка, после Шароны                            | Трейлор Ховард          | 3-8                        |
| Лиланд Стоттлмайер | Капитан полиции Сан-Франциско                                           | Тед Ливайн              | 1-8                        |
| Рэнди Дишер        | Лейтенант полиции Сан-Франциско                                         | Джейсон Грей-Стэнфорд   | 1-8                        |
| Шарона Флеминг     | Первая помощница Монка                                                  | Битти Шрэм              | 1-3,8                      |

### Второстепенные персонажи
- Джули Тигер (Эмми Кларк) — дочь Натали Тигер.
- Доктор Нивен Белл  (Гектор Элизондо) — новый психотерапевт Монка. Появляется в седьмом сезоне.[6][7] USA Network анонсировало его появление в сериале 30 апреля 2008.[8] Он заменил скончавшегося актёра Стэнли Камела (доктор Чарльз Крогер).
- Бенджамин «Бенджи» Флеминг (Кэйн Ришот в пилотном эпизоде и во втором и третьем сезонах, Макс Морроу в первом сезоне) — сын Шароны. Последний эпизод с его участием — серия третьего сезона «Мистер Монк и работник месяца».
- Доктор Чарльз Крогер (Стэнли Камел) — психиатр Эдриана Монка. Актёр Стэнли Камел скончался от сердечного приступа в своем особняке на голливудских холмах в период между съемками 6 и 7 сезонов 8 апреля 2008 года.[9] Доктор Крогер в сериале также умирает от сердечного приступа. Последнее появление — серия шестого сезона «Мистер Монк рисует свой шедевр».
- Эмброз Монк (Джон Туртурро): Агорафобик, брат Эдриана Монка.
- Джек Монк (роль исполняет Дэн Хедайя) — отец Эдриана и Эмброза. Он бросил семью, когда его сыновья были маленькими, однажды уйдя за китайской едой и не вернувшись, впоследствии заведя другую семью. Появляется в единственной серии пятого сезона «Мистер Монк встречает отца».

## Эпизоды
Название каждого эпизода начинается со слов «Мистер Монк…». Расследования убийств — основная тема большинства эпизодов, хотя в некоторых эпизодах Монк расследовал и другие преступления, как, например, похищение во втором сезоне в эпизоде «Мистер Монк и пропавшая бабушка».
Обычно преступник уже известен, но не известно как или почему совершено преступление. Монк знает кто преступник, но не знает как это доказать. Окружающие не верят ему, кроме капитана Стоттлмайера и лейтенанта Дишера.
В седьмом сезоне мистер Монк заявляет, что он раскрыл сотое дело в своей карьере. Хотя в пятом сезоне в эпизоде «Мистер Монк и большая игра», сообщается, что он раскрыл 104 убийства на тот момент. Это объясняется тем, что эпизод седьмого сезона «Мистер Монк и его сотое дело» является сотым по счёту в сериале.

### География
Хотя действие «Детектива Монка» происходит в основном в Сан-Франциско и его окрестностях, многие ключевые моменты были отсняты в других местах. Пилотный эпизод — в Ванкувере, а эпизоды последовавшего за ним Первого сезона — в Торонто. Со второго по шестой сезоны большая часть съёмок проходила на территории Лос-Анджелеса, в том числе в павильонах Ren-Mar Studios (2-5 сезоны) и Paramount Studios (6-й сезон, включая квартиру Эдриана, полицейский участок, кабинет доктора Крогера и дом Натали). 

### Музыкальная тема
В сериале присутствовали две музыкальные темы. В первом сезоне это была джазовая инструментальная тема, написанная композитором Джеффом Билом (en:Jeff Beal) и исполненная гитаристом Грантом Гейссманом (en:Grant Geissman). Начиная со второго сезона вступительной темой стала песня Рэнди Ньюмана «It's a Jungle out There» («Кругом джунгли»). В эпизоде «Mr. Monk and the Rapper» (Мистер Монк и рэпер), в качестве вступительной темы используется рэп-переложение «It’s a Jungle out There» в исполнении Snoop Dogg.

### Полученные награды
Эмми:
- Лучший актёр комедийного сериала Тони Шалуб (2003, 2005, 2006)
- Лучшая музыкальная тема для вступительных титров Джефф Бил (2003)
- Лучший приглашенный актёр комедийного сериала Джон Туртурро (2004)
- Лучшая музыкальная тема для вступительных титров Рэнди Ньюман (2004)
- Лучший приглашенный актёр комедийного сериала Стэнли Туччи (2007)

Золотой глобус:
- Лучший актёр сериала (комедия/мюзикл)— Тони Шалуб (2003)

Премия Гильдии киноактёров США:
- Лучший актёр комедийного сериала — Тони Шалуб (2004, 2005)

### Номинации
Эмми:
- Лучший актёр комедийного сериала — Тони Шалуб (2003—2008, 2010) 6 номинаций
- Лучший режиссёр комедийного сериала — Рэндал Зиск за эпизод «Мистер Монк получает свою терапию»  (2005)
- Лучшая приглашённая актриса комедийного сериала — Лори Меткалф (2006)
- Лучший подбор актёров — Аня Коллофф (англ. Anya Colloff), Эми МакИнтир Бритт (англ. Amy McIntyre Britt), Мэг Либерман (англ. Meg Liberman), Камилл Пэттон (англ. Camille H. Patton), Сэнди Логан (англ. Sandi Logan), Лонни Хамерман (англ. Lonnie Hamerman) (2004)

Золотой глобус:
- Лучший телесериал (комедия/мюзикл) (2004)
- Лучший актёр комедийного сериала — Тони Шалуб (2003—2005, 2007) 4 номинации
- Лучшая актриса комедийного сериала — Битти Шрэм (2004)

Премия Гильдии киноактёров США:
- Лучший актёр комедийного сериала — Тони Шалуб (2003—2005, 2007—2008) 5 номинаций

## Вещание в разных странах мира
| Страна               | Альтернативное название/Перевод                         | Телеканал | Дата премьеры                                                      |
| -------------------- | ------------------------------------------------------- | --- | ------------------------------------------------------------------ |
| Австралия            |                                                         | Ten HD (первый запуск) and TV1 (повтор)                                                                             |                                                                    |
| Австрия              |                                                         | ORF 1 |                                                                    |
| Босния и Герцеговина |                                                         | FTV |                                                                    |
| Белоруссия           | («Монк»)                                                | Первый канал, ЛАД                                                                                                   |                                                                    |
| Бразилия             | Monk, um detetive diferente («Монк, другой детектив»)   | Rede Record |                                                                    |
| Болгария             | Монк                                                    | bTV GTV Diema | 3 января 2007 (bTV) 19 Августа 2008 (GTV) 22 сентября 2008 (Diema) |
| Канада               |                                                         | A-Channel, Citytv, TVA (на французском), Canal Mystère (на французском)                                             |                                                                    |
| Колумбия             |                                                         | Record |                                                                    |
| Хорватия             |                                                         | HRT 2 |                                                                    |
| Кипр                 | Ντετέκτιβ Μόνκ («Детектив Монк»)                        | CyBC | 8 октября 2006                                                     |
| Чехия                | Můj přítel Monk («Мой друг Монк»)                       | TV NOVA |                                                                    |
| Дания                | Monk (Canal+)/ Detektiv Monk (TV 2 Charlie/TV 2)        | Canal+ (первый запуск), TV 2 Charlie (повторы), TV 2 (первый запуск на национальном телевидении)                    |                                                                    |
| Эстония              |                                                         | TV 3 | 6 сентября 2003                                                    |
| Финляндия            |                                                         | YLE | 11 сентября 2004                                                   |
| Франция              | Monk                                                    | TF1 | 22 марта 2003                                                      |
| Германия             |                                                         | RTL | 29 июня 2004                                                       |
| Греция               | Ντετέκτιβ Μονκ («Детектив Монк»)                        | Star Channel |                                                                    |
| Гонконг              | 神探阿蒙 («Детектив Монк»)                              | TVB (пять сезонов)                                                                                                  | 18 сентября 2003                                                   |
| Венгрия              | Monk, a flúgos nyomozó («Монк, чокнутый детектив»)      | Viasat3 |                                                                    |
| Исландия             |                                                         | Stöð 2 |                                                                    |
| Индия                |                                                         | STAR World |                                                                    |
| Ирландия             |                                                         | RTÉ Показ завершился Шестым сезоном                                                                                 |                                                                    |
| Израиль              | מונק                                                    | Israel 10 Hallmark Star World                                                                                       |                                                                    |
| Италия               | Monk                                                    | Joy | 1 мая 2008                                                         |
| Япония               | 名探偵モンク [Meitantei Monk] («Великий детектив Монк») | NHK BS-2 | 30 мая 2004                                                        |
| Кения                |                                                         | Kenya Television Network                                                                                            |                                                                    |
| Латвия               | Monks                                                   | TV6 Latvia TV3 TV3+                                                                                                 |                                                                    |
| Литва                | Detektyvas Monkas («Детектив Монк»)                     | Tango Tv | 6 сентября 2003                                                    |
| Южная Корея          | 탐정 몽크 [Tam Jeong Monk] («Детектив Монк»)            | KBS 2TV и FOX |                                                                    |
| Мексика              |                                                         | 4tv, The Hallmark Channel, Universal Channel                                                                        |                                                                    |
| Нидерланды           |                                                         | SBS6 | 6 декабря 2007                                                     |
| Новая Зеландия       |                                                         | Channel 3 and SKY 1                                                                                                 |                                                                    |
| Норвегия             |                                                         | TV2 Zebra | 19 февраля 2008                                                    |
| Филиппины            |                                                         | Star World |                                                                    |
| Польша               | Detektyw Monk («Детектив Монк»)                         | TVN (теле-премьера), TVN Siedem (повторы) Canal+ (первый запуск), Canal+ Film (повторы) Universal Channel (повторы) | 11 апреля 2003                                                     |
| Португалия           |                                                         | TVI и FX |                                                                    |
| Румыния              |                                                         | Pro Cinema |                                                                    |
| Македония            |                                                         | Kanal 5 |                                                                    |
| Россия               | «Дефективный детектив»                                  | Первый канал | 2006, только Первый сезон                                          |
| Россия               | «Дефективный детектив»                                  | Universal Channel                                                                                                   |                                                                    |
| Россия               | «Сержант Монк»                                          | РЕН ТВ | 9 сентября 2009, скоро Третий сезон                                |
| Россия               | «Детектив Монк»                                         | Ю |                                                                    |
| Россия               | «Детектив Монк»                                         | Звезда | телеканал Фокс Крайм                                               |
| Россия               | «Эдриан Монк»                                           | Пятница! | телеканал MTV Россия                                               |
| Россия               | «Детектив Монк»                                         | ТВ3 |                                                                    |
| Сербия               |                                                         | РТС |                                                                    |
| Словакия             | Monk                                                    | Markíza |                                                                    |
| Словения             |                                                         | POP TV | 8 сентября 2004                                                    |
| ЮАР                  |                                                         | SABC 2 |                                                                    |
| Испания              |                                                         | Calle 13 кабельное/спутниковое Canal 9 ETB2 8tv TVG TV Canaria Telemadrid                                           |                                                                    |
| Швеция               |                                                         | Canal+ Film 1 (первый запуск) и Kanal 9 (повторы)                                                                   | April 8, 2003                                                      |
| Швейцария            |                                                         | SF 2, 3+, TSI 1, TSR 1                                                                                              |                                                                    |
| Тайвань              | Monk 神經妙探                                           | Videoland — W Movie Channel                                                                                         | 14 июль 2004                                                       |
| Таиланд              |                                                         | Star World |                                                                    |
| Турция               |                                                         | Dizimax, TNT Turkey                                                                                                 |                                                                    |
| Великобритания       |                                                         | BBC Hallmark Channel                                                                                                |                                                                    |
| США                  |                                                         | USA Network (первоначальный показ) and Universal HD (в содружестве) и NBC (в содружестве)                           | 12 июля 2002                                                       |
| Украина              | Монк                                                    | К1, Интер |                                                                    |